# 挺进豫西战役
挺进豫西战役是1947年8月下旬至10月初，晋冀鲁豫野战军陈谢兵团南渡黄河、横扫豫西陇海路守敌，开辟豫陕边的进攻战役。

## 战前态势与部署
1947年7月21日，在陕北靖边县小河村召开中共中央前委扩大会议，陈赓出席会议。会上毛泽东分析：“刘邓大军率领主力跃进大别山，一定搞得敌人手忙脚乱，到处调兵去追堵；胡宗南又被牵在陕北，陷入绝境。豫西敌军不多，是个空子，师出豫西是有战略意义的。它东可威胁洛阳，支援刘邓大军南下，西可威胁西安，牵制陕北的敌人。”7月27日军委电令："陈谢兵团组织前委，以各部首长为委员，陈（赓）谢（富治）韩（钧）3人为常委，陈赓为书记，谢富治为副书记"，以4纵、9纵和第38军组成新的作战集团，并把渡河时限明确规定在8月15日前完成一切准备工作，15日至20 日间渡河南进。陈赓于1947年8月初返回晋南，于阳城主持集团旅以上干部参加的第一次前委扩大会，传达了党中央关于挺进豫西的进军命令。
为配合刘邓大军1947年8月7日开始的千里跃进大别山、陈粟大军即将于1947年9月2日开始的鲁西南作战与挺进豫皖苏，晋冀鲁豫野战军第四纵队司令员陈赓、政治委员谢富治率第四、第九纵队和西北民主联军第38军等部8万余人（被称为“陈谢兵团”）于8月12日由晋西南南下，准备黄河南下，开辟豫西与鄂西北、陕南新区。中共中央批准成立前敌委员会，由陈赓、谢富治、秦基伟、黄镇、孔从洲、汪锋为前委委员，中央候补委员、四纵司令员陈赓为前委书记，四纵政治委员谢富治为前委副书记。陈谢以前委名义下达军政指令，指挥作战并开展各项工作。
- 第四纵队司令员陈赓，政委谢富治，副司令员韩钧。4个旅38000人。
  - 第10旅：旅长周希汉
  - 第11旅：旅李成芳
  - 第12旅：旅长刘金轩、政委李耀，副政委张明、参谋长薛克忠、政治部主任谭友夫
  - 第13旅：旅长陈康
- 第九纵队：1947年8月15日在博爱县寨卜昌村召开九纵成立暨南征誓师大会，太行第四专区公署专员杜毓沄代表太行行署向新成立的九纵献旗，旗上绣有“太行子弟结长缨，跨河南征缚苍龙”。司令员秦基伟，政委黄镇，副司令员黄新友，参谋长何正文，政治部主任谷景生。
  - 第25旅：太行一分区三十六团、太行四分区四十六团、四十七团，太行五分区五十团、五十三团等，以及从一、五军分区抽调机关干部和直属分队组建。旅长蔡爱卿，政治委员冷裕光，副旅长张锡珩、刘自双，参谋长廖开芬，政治部主任聂济峰；
  - 第26旅：太行军区独立一旅改称。旅长向守志，政治委员余洪远，副旅长张显扬、陈皓兼参谋长，政治部主任窦力新
  - 第27旅：太行军区独立二旅改称。旅长崔建功，副旅长黄以仁、唐万成，副政治委员李万明、王银山，参谋长张蕴钰，王银山兼政治部主任
- 西北民主联军第38军：1946年9月13日在邯郸宣告成立，辖2个师4个团又1个教导团。军长孔从洲，政委汪锋，副军长陈先瑞、刘威诚，参谋长王汝昭，副参谋长殷义盛，政治部主任周仲英/崔仲远，后勤部政委王杰。7597人。
  - 第十七师：1945年7月17日师附刘威诚率领3000余官兵在洛宁县故县镇起义，7月22日进入八路军豫西二分区与司令员韩钧、政委刘聚奎会师。改编后，师长张复振，政委刘威诚/梁励生、副师长梁励生/李慕愚，副政委秋宏，参谋长李慕愚，政治部主任张西鼎，副参谋长尤继贤，作战科长赵守杰。
    - 第49团 团长雷展如，政治委员刘侠僧，副团长郝世英 参谋长李东林，政治处主任芦俊峰
    - 第50团 团长陈喜谋，政治委员朱曼青（代）副团长刘汝和 参谋长 陈光舜，政治处主任秦风
    - 第51团 团长陈居华，副政治委员徐文斌，参谋长张进修/崔秉昆。随陕南第12旅参加了淮海战役第二阶段围歼黄维兵团作战。

  - 第五十五师：1946年5月15日，整编第38师副师长孔从周、整编第55旅旅长孙子坤、副旅长殷义盛率3000余人在巩县起义，旋即被镇压，孙子坤被俘后在南京雨花台被枪决。改编后，师长杨健[3]，政委薛韬 副师长孙光，政治部主任李书全。1948年4月，第55师与豫陕鄂军区第3军分区合并。辖
    - 第163团：1949年2月团直、二营、伊阳独立团和洛南独立营合编为15军43师129团。
    - 第164团：政委沙夫。1947至1948年在卢氏县一带坚持。1949年2月编为第13军39师117团。1952年6月车里公安团。1952年10月公安73团。1956年7月16日公安军边防46团。1957年3月1日云南省军区公安边防11团。1959年9月昆明军区步兵第11团（勐腊）。后为蒙自军分区某部。

  - 教导团
- 第22旅 旅长查玉升 政委朱佩瑄/丁荣昌
  - 第64团

太行、太岳两区政府组织了三万多民兵、民工随陈谢军渡河南征作战；渡河以后两区继续以大量物资支援前线部队。
此时，豫陕鄂边区为西安绥靖公署主任胡宗南部的防区。洛阳至潼关的黄河南岸200多公里的正面第一线，由5个保安团防守；沿陇海路部署了整编第15师2个旅、青年军第206师2个旅、整编第76师之新1旅，依托铁路作机动防御。
为配合陈谢兵团南下，中央军委指挥西北野战军于8月6日至8月12日发起一打榆林作战，把胡宗南的机动兵力两个整编军吸引到陕北米脂以北毛乌素沙漠边缘。8月20日发动沙家店战役，歼胡宗南长途机动主力整编第36师师部及整编第165、123旅共6千余人，此战扭转陕北战局，基本粉碎胡宗南对陕北的重点进攻。原在豫西的国军整编第10师追击刘邓大军南下豫皖边，又驰援鲁西南参加了土山集战役解救了整编第11师。洛阳至潼关间黄河南岸担任河防的只有5个保安团，其后仅有正规军3个旅依托陇海铁路机动防御，陇海铁路以南的鄂豫陕广大地区兵力极为空虚。

## 战斗经过
8月12日，陈谢集团各部队分路向豫北开进。连日大雨，山洪暴发，但各部均于8月20日前到达指定位置。此时黄河河水猛涨两三米，流速、浪高都比原来大为增加。8月22日夜，各路顺利地将渡河器材秘密移到泛水线，各火器也进入阵地，突击队在船待令。
陈赓、谢富治兵团渡河部署：
- 左集团：第四纵队为第一梯队，第九纵队随后跟进。8月22日夜从垣曲、济源间强渡黄河。同时随军南下的还有博爱、沁阳、温县、武陟等太南区所属县的地方干部和支前民工1万余人。
  - 左路周希汉第10旅：避开原有渡口，另辟牛湾、李河口、下关阳三个渡河点实施强渡，在渡船将近对岸的时候，才发起了火炮轰击。把偷渡和强渡结合起来。只用15分钟登岸。一举攻占对岸新安县西沃乡的石山头，控制滩头阵地，俘虏新安县保安团团长邓尚德，为后续部队打开前进道路。李成芳第11旅跟进。
  - 右路陈康第13旅：第一梯队第37团渡至河心时，遭到敌人火力拦阻，陈康旅长即令预备队第39团第3连从另一渡口强渡。在守敌集中对付第37团时，他们只用了仅半小 时就突击成功，并一举占领了椿树坪、香头庙等滩头阵地。全旅后续部队随之跟进，占领新安、宜阳、渑池三座县城，歼敌4千余人。刘金轩第12旅跟进在济源小教口渡河，直奔铁门镇之陇海要点。8月28日下午,刘金轩率34团、35团和36团一营奔袭洛宁县城，激战一个小时，俘获国民党洛宁县县长及保安部队1000余人。
- 右集团：第八纵队第22旅为第一梯队，西北民主联军第38军随后跟进。8月22日22时从茅津渡以东马家河底河段强渡黄河。在渡船很少的条件下，造了十几个大油布包，权当渡船，一面射击，一面划进，冲过火力封锁。精通水性的民兵，组织了葫芦队，肩下系着葫芦，浮在水面，手中端着枪向敌人射击，掩护渡船前进。神速动作抢占国民党陕县河防队（队长芦涌泉）宽达10里之沿河阵地。23日拂晓即逼近陕县东侧的会兴镇，并击溃陕县出援的敌人，在当天19时攻占会兴镇，炸毁会兴东面铁路大桥，抢占了尚村、洪渠之线。向南发展攻占陕县张村塬高地；尔后以一部向东奔袭陕县张茅镇和观音堂车站，以策应左纵队作战。其主力则向西南方向发展，威逼陕县（陕州城），并向西迂回大营车站，切断灵、陕之间敌人的联络，抗击牵制由陕西东援之敌。

渡河后席卷陇海铁路。至8月31日相继攻占会兴、渑池、新安、宜阳，并以第10旅一部包围横水（守军是从杞县乘火车赶来的整15师64旅190团），从8月24日至28日爬城攻打横水（未克），威逼洛阳。
西安绥靖公署应对部署：
- 从尾追刘邓大军南下的部队中抽调6个旅（其中整3、15、41、206师各一个旅），连同驻洛阳地区守军共8个旅组成第五兵团。司令官李铁军。参谋长李英才，副参谋长邹炎
  - 整编第3师：师长李楚瀛，副师长路可贞
    - 整编第3旅，旅长何竹本/雷自修（1947.11继任），参谋长饶亚伯
    - 整编第20旅，旅长谭嘉范，参谋长沈炳宏

  - 整编第20师，师长杨干才
    - 整编第133旅，旅长陈亲民
    - 整编第134旅，旅长伍重严

  - 整编第15师 师长武庭麟
    - 整编第135旅 在陕北被歼灭后驻陕县整补 旅长祝夏年
    - 整编第64旅  驻洛阳

  - 整编第41师 师长胡临聪
  - 青年军第206师 师长萧劲 
    - 第一旅 旅长赵云飞
    - 第二旅 旅长蒋公敏
- 陕州、潼关间的新1旅（驻灵宝）、第135旅与第206师第2旅一部（驻陕县），由潼关以西赶来的第167旅和第165旅的494团等部共约4个半旅组织陕东兵团。兵力辖：新1旅、整135旅（羊马河战役被全歼后重建）、整27旅、整167旅（蟠龙战役被全歼后重建）。司令官谢甫三
- 胡宗南从陕北抽兵守卫西安。

第五兵团与陕东兵团东西对进，夹击歼灭陈谢兵团。
毛泽东连续发来几个电报，指示力求运动战，机动迅速，广占敌区，多歼敌人，并具体指出：洛阳地区敌所必争，不应使用主力；主力应向西，乘胡宗南在西面尚未完成部署的机会，抢占陕县、灵宝、阌乡等城，歼灭分散守备之敌，然后以一路出陕东南，一路出伏牛山，在豫西、陕南、鄂北建立根据地。8月26日，中央军委电令陈赓、谢富治等渡过黄河后，兵分两路，“以一部攻占洛南、商县、商南，切断西荆公路迫使胡宗南军一部向陕南布防”。9月2日，中央军委又电令陈赓等部：“主力西进，相机攻取陕县、灵宝、阌乡、卢氏、洛南、商县、商南七城或七城中之几城，着重扫除七县乡村中之反动武装。”9月4日，中央军委再次电令陈赓：“陕南、豫西南各县似甚空虚。……四纵全部划分两路，一路取捷径出陕东南，相机攻取洛南、商县、商南、荆紫关诸城镇；……全军都要有在豫西、陕南、鄂北建立根据地的决心。”此后，中央军委又多次电令陈赓等“攻取洛南、商县、商南、山阳诸城，肃清反动，发动群众，援助陕南游击队，建立豫陕鄂革命根据地。” 
陈谢遂撤出对横水镇之围攻，以第三十八军一部监视陕县的万余守敌，率第四纵队于9月2日转兵西进绕过陕县，直扑灵宝、阌乡。9月9日，11旅旅长李成芳指挥31团、32团、33团分别攻占西王、大王、五帝等地。11日，32团攻占梨园，占领灵宝县城（今灵宝市大王镇老城村）的东南山头——老虎头高地，向县城南关压进；33团攻占佛家湾、李家寨后，越过弘农河从焦村直扑函谷关高地；31团进抵灵宝县城附近，准备登城斗争。11日，第13旅38团团长刘增业指挥进攻南营村（灵宝县城以东5公里，村中寨墙高筑，建有护城河，守敌为新1旅第2团团部和两个营），为1营和2营担任主攻，分别从西北角、东面进攻，3营为预备队，团迫击炮连支援1营战斗；9月11日夜幕降临后，战斗打响，冒着炮火采用搭人梯的方法越过两道外壕，攻入寨内，12日拂晓，战斗胜利结束，共毙、俘敌军600余人，并缴获一大批辎重物资。函谷关在灵宝县城西南一公里处，守敌为青年军206师4团的一个步兵加强营。利用日伪时期旧工事加以改造，构筑了三道堑壕，相互贯通，设有暗堡和子母堡。主攻的11旅33团1营按一、二、三连组成三个梯队，采取偷袭和强攻相结合的战术，趁夜间发起作战；战斗中，一营营长熊广模牺牲，9月12日6时，函谷关高地全部为解放军占领，此战共计毙伤300余人，俘100余人。9月12日21时攻击灵宝，不到3个小时攻占县城，守军突围，解放军乘乱开展堵截，至24时战斗胜利结束，全歼守军2900余人，生俘整编第76师整编第75旅（新1旅）旅长黄永瓒、副旅长胡秉锐、206师第2旅第4团少将团长黄涤生以下2500余人，缴获各种炮27门、轻重机枪90余挺、步枪1500余支、汽车33辆。炮兵51团1个营带4门105毫米榴弹炮和8辆美制10轮卡车军投诚，被编入4纵炮兵营。阌乡县城在灵宝县城以西，因无正规军把守，9月13日，第4纵队10旅、第38军17师、第22旅顺利攻占阌乡县城。灵宝、阌乡县城首次解放后，迅速建立了灵宝、阌乡县委和县民主政府，积极开展解放区的建设工作。9月10日晚20时，第12旅突袭卢氏县城，仅用两个小时全歼整编第36师第165旅第494团第三营及地方保安团、自卫队等1500余人。至9月12日，陈谢指挥第四纵队连克虢略镇、卢氏、灵宝，以一部兵力进逼潼关。部分官兵以及山西老区随军进入豫西的5个干部大队，深入各乡镇开辟根据地。主力回师东进，配合第三十八军一部于9月15日至17日攻陕县，9月17日18时发起总攻，激战4小时，全歼陕县守军整135旅全部及第206师一部，陕州专员兼保安司令李群峨阵亡，生俘敌206师第2旅旅长蒋公敏以下4700多人，解放军第38团团长刘增业牺牲。至此“陕东兵团”大部歼灭。胡宗南撤了指挥不力的谢甫三职务，由裴昌会继任陕东兵团司令官。邱行湘接任青年军206师师长，赵云飞晋升副师长。
原留置于洛阳以西地区的第九纵队主力，侦知防守横水寨的第190团在第191团、整70师140旅538团接应下意图西逃新安县城。九纵26旅在横（水）新（安）公路正村乡中岳村一带设伏，9月7日发起突袭，战至9月8日凌晨，整15师64旅190团、191团被歼2400余人，64旅副旅长王文彬、191团团长杨拂芦和副团长1000余人被俘。九纵发出嘉奖令：“这一胜利，开创了我纵队一个旅一次歼灭敌正规军一个团的模范战例。”九纵主力随后南下，解放洛阳以南的嵩县、伊阳等县城，牵制第五兵团，与平汉路东的豫皖苏区战略配合。
1947年9月15日，中央军委就《目前各战区的作战情况》致电彭、刘邓、陈粟、陈谢、饶黎谭等，指出，在整个南线战场，
“（四）我陈谢兵团已占豫西九县（宜阳近被敌占），除歼灭大量保安部队外，并歼灭胡宗南七十六师之新一旅，三十六师一个独立团，又歼灭洛阳李铁军部整十五师六十四旅一个团，击溃其两个团。现该区除陕县尚未攻克外，淅川、南召以北，洛阳、临汝、鲁山以西均为我占。现渭水、黄河以南，汉水以北，平汉以西甚为空虚，利于我军防守发展。”
陈谢兵团控制了从新安到潼关的广大地区，切断了胡宗南与中原战场国军的交通联系。蒋介石于9月20日飞抵西安，公开宣布“三个月内彻底肃清陕北共匪，半个月彻底打通陇海路”，亲自部署防御，从清剿大别山的部队中抽出整编第65师（160、187旅）由汉口空运西安，并从陕北战场调回了一部分部队，从晋南（运城第83旅和第84旅一部）、榆林（第28旅）等地空运部队，在西安、潼关间集中了十个半旅的兵力布防，防止陈谢兵团西进。这样就更多地调动了进攻陕北的国军回头，迫使国军在陕中布防，有力地配合了西北野战军转入进攻。
根据8月26日，中央军委电令陈赓、谢富治等渡过黄河后，兵分两路，“以一部攻占洛南、商县、商南，切断西荆公路迫使胡宗南军一部向陕南布防”。1947年9月16日，西北民主联军第三十八军政委汪锋、军长孔从周在河南灵宝五原镇召开会议，宣布前委决定，刘庚、孙光、杨克组成中共陕南工委，刘庚任书记，其主要任务是：开辟陕南，建立豫陕鄂根据地，首先在商洛地区开展工作。集中三十八军教导团中陕南籍干部、战士组成陕南独立团，配合主力挺进陕南，在商洛地区坚持斗争，牵制进攻陕北的国民党军胡宗南部南进。9月23日，中央军委电示陈谢：以主力4个旅围攻敌整15师第64旅并协同九纵打击李铁军主力，“以三十八军一部开文底，逼近潼关佯动，迷惑敌人；以刘旅（第12旅旅长刘金轩、政委李耀）附三十八军一部，立即西进，相机攻占洛南、商县、商南、山阳诸县，发动群众创建根据地。”刘伯承司令员和邓小平政委指示陈谢要大破陇海路，以便切断敌西北战场和中原战场的联系。陈谢决心留第38军之一部逼近潼关佯动，迷惑敌军；第12旅及第38军另一部，西出陕南之洛南、商南、商县、山阳地区，创建根据地，威胁西安侧后，使西安、潼关地区之胡军不敢轻动；四纵的4个旅隐蔽东返，寻机消灭李铁军兵团一部，22旅则留潼、洛之间大破陇海铁路，以巩固战略突破成果，在破坏当时著名险桥第八号桥的时候，谢富治政委亲到现场督促检查；抽刘金轩第12旅、陈先瑞率第三十八军第十七师及教导团9月24日南下开辟陕南。两支部队分工：
- 第12旅负责丹江以南地区，向山阳、镇安和鄂西北行动，创建陕南根据地；
- 第十七师则于丹江以北地区牵制敌人，掩护和策应第十二旅向南线展开，以保证该旅侧翼之安全，同时指挥陕南独立团（第三十八军教导团改成）就地开展斗争。

开辟陕南部队解放商南县城、豫陕鄂咽喉荆紫关和西荆公路上的重镇龙驹寨（今丹凤县城）、商洛镇；继而渡过丹江，解放山阳、镇安及湖北的郧西县城；再越汉水，解放旬阳、白河县城。前后一个月，连续攻占十几座县城，歼敌1万多人。由于陕南地区北出秦岭直抵西安，南下可入川。中共武装从1928年渭华暴动起到1946年中原突围止，历史上已经八进八出陕南，这是第九次开辟陕南，斗争极为残酷。
9月26日，陈谢率第四纵队主力隐蔽东返，打击洛阳外围较孤立的第五兵团。主力隐蔽东移到渑池以东时，第五兵团茫不知，还以整15师乘虚向新安、铁门，整三师向宜阳前进。9月30至10月2日，就势发动新安、铁门攻坚战，歼灭整编第15师师部及第64旅大部，俘敌2000余人，仅师长武庭麟和少数人逃脱。10月8日攻洛阳，整3师由洛宁回援洛阳，又在韩城镇一带给了整3师以重大杀伤，因来援之敌两个旅同整3师的3个旅收缩靠拢，加之连日大雨，河水猛涨，战之不利，陈谢决定停止进攻。在韩城镇一带转入休整。
9月29日，第十二旅、第十七师、陕南独立团（西北民主联军第三十八军教导团改称）和陕南游击队胜利会师于丹凤龙驹寨。会师当日，由西北民主联军第三十八军副军长陈先瑞主持在商洛镇召开有十二旅、十七师、陕南工委负责人参加的联席会议，决定由十二旅具体负责丹江以南地区，向山阳、镇安、鄂西北进击，在鄂陕边开辟革命根据地。根据中央军委关于“攻占洛南、商县、商南，切断西荆公路，迫使敌军向陕南布防”的作战部署，十二旅东进途中，于1947年10月1日攻克要隘武关后迅速向东进击直取商南县城。10月1日上午11点许，十二旅前卫部队第三十五团进抵商南县城附近，下午5时十二旅旅部和三十四团、山炮大队到达商南县城西党马店集结，三十六团于清油河一线布防，阻击东犯之敌。三十五团进抵县城附近后，迅速派侦察排和六营占领东岗一带高地。1日晚7时，三十四、三十五团对县城实施包围。驻守商南县城的是陕西省第四行政督察专区保安第一大队白青云部，当晚和商南县县长戴季心率部从南门出逃。晚10时许，三十五团一个连在夜幕中悄悄向县城南边虎坡上敌阵地运动。晚12时攻占虎坡战斗结束，毙伤敌军20多人，俘敌30多人。10月2日上午8时攻取商南县城战斗打响，三十四团二营担任主攻，三十五团一营从东面佯攻，山炮大队以炮火配合，到10时战斗结束，共毙伤敌100多人，俘敌200多人，缴枪300多支。此为第一次解放商南县城。从9月27日打下商县夜村到10月2日攻取商南县城，前后6天时间，西到商县夜村、东至商南富水100多公里的西荆公路路段为第十二旅控制。蒋介石从武汉空运整编第65师到西安，连同从关中抽调的整编第38旅一起开赴陕南、陕东地区。
第九纵队在嵩县、栾川、伊阳等地建立了豫陕鄂军区第三军分区；在新安、渑池等地建立了太岳军区第五军分区，调入太岳第50、51、52团归分区指挥；第38军第55师在卢氏、灵宝地区建立了豫陕鄂军区第一军分区。

## 战后结果与影响
陈谢集团1个半月作战，共歼灭国民党军31000人，其中俘敌2万人，毙伤11000人，解放县城12座，并建立了3个军分区，为后续南下开辟豫陕鄂根据地创造了有利条件。毛泽东于10月4日在发给刘邓、陈粟的电报中，介绍了陈谢兵团的成功经验：“陈谢10个旅分散5个旅（折合）于豫西、陕南10余县，打民团、土匪、保甲及一团一营之正规军，集中5个旅打中等规模之仗，甚有效力。”10月24日，陈赓报告军委，各部伤亡和逃亡1.2万人，后4纵归队1500人，补充俘虏和新兵7200人，又恢复出征时的人数。
此时，洛阳集中了第五兵团的10个旅；在潼关集中了8个旅。胡宗南企图再次东西对进，围歼陈谢兵团，恢复陇海路的交通。毛泽东指示陈谢留一部在陇海路牵制敌人外，主力应从陇海路南下，歼灭豫西各县的反动武装，开辟根据地；如敌人跟踪南下，则寻机分别歼灭之，但要打有把握之仗；并指出不要怕敌人占领陇海路，只要在东面南面打开局面，大量歼灭敌人，胡宗南虽占陇海路，但兵力分散，我即能再歼敌军，重占陇海路。陈谢部队转师向南，乘虚歼灭豫西各县分散守备之敌，既能创立广大的根据地，使作战有所依托，又能东向平汉路，直接配合挺进中原的刘邓、陈谢主力作战。具体部署是：
- 以4纵为左纵队
  - 第11、第13旅随集团直插伏牛山麓，争取短暂休整，待机打李兵团；
  - 第10旅攻占雄踞伏牛山口的郏县、临汝，保障集团主力南进，将李兵团牵出洛阳
  - 第22旅攻占登封，迷惑牵制李军之行动。
- 9纵为右纵队，先期出发，夺取位于伏牛山沿线的宝丰、 鲁山、南召等城，使集团部及第11、第13旅有立足休整之地；
- 第12 旅和第38军除留部分牵制裴兵团外，主力全部执行开辟陕南任务。

陈谢主力1947年10月底开始南下。第25旅于11月1日至5日攻克鲁山方城；第26旅于2日至4日袭占宝丰、叶县；第27旅以3夜急行军，夺取了南召；第22 旅于3日攻占登封；第10旅于10月31日轻取临汝。周希汉第10旅进攻郏县前，整编第15师师长武庭麟率一个半旅已先一日到达郏县，李铁军带两个整编师也从洛阳出援。周希汉决心率部乘武庭麟部立足未稳，李铁军对我集团主力动向作出错误判断而不敢急进之机，采取速战速决，经激战两昼夜全歼整15师师部和64旅残部共2.5千余人，俘虏师长武廷麟，解放军伤亡300人。这一段作战6天结束，共歼敌5700余人，攻占县城8座，将李铁军兵团主力牵出洛阳。
第五兵团以整3师、整20师等5个旅的兵力尾追南下。11月8日陈谢兵团在南召店召开前委会议，决定在新区仅能集中5个旅的兵力，不应与第五兵团决战，也不能把部队拉向西面在伏牛山的牛背上建立根据地，而要在平汉路以西的广大地区展开，以便于更有力地配合挺进中原的主力作战。决定以第13旅和第25旅，由九纵政治委员黄镇和副司令员黄新友统一指挥，伪装集团主力，西向镇平、内乡、西峡口，斩断西荆公路，与南下开辟陕南的部队呼应，把李铁军兵团诱至豫、陕、鄂交界山区，将其拖疲、拖垮，而后相机歼灭；九纵司令员秦基伟率第26、第27旅在敌后之鲁山、宝丰地区展开，横扫地方武装，发动群众；四纵之第10、第11旅位于叶县、方城、唐河、沁阳地区，隐蔽待机；会议还决定成立豫陕鄂后方委员会、行政公署、后方指挥部。会后，整20师进驻南阳，整3师则尾追第13旅等部西进豫陕省界。陈谢主力在豫西广大空白区展开，连克郏县、鲁山、方城、宝丰、叶县、南召、登封、镇平、泌阳、唐河、桐柏、临当、上店、下店、鲁山等11座县城，到11月底止建立了豫陕鄂边区行政公署和7个专区、31个县人民政权，7个军分区的地方武装；9纵25旅，4纵12旅及11旅33团、13旅39团、22旅客64团及38军全部地方化，至1948年初地方武装已壮大至7.2万人。12月6日陈赓报告军委，部队不断进行俘虏补充，故减员不大。
12月下旬，国军集中14个整编师、33个整编旅，由白崇禧指挥，对大别山发起全面围攻，以摧毁根据地而使刘邓野战军无以立足。中央指示陈谢集团协同华野西线兵团破击平汉、陇海路之两大“动脉”，调围攻大别山之敌回援，减轻敌对刘邓野战军的压力。陈赓决心以4纵之主力东出平汉。12月13日开始，四纵相继攻占平汉重镇漯河、驻马店及沿线城镇20多处，彻底破坏铁路；华野部队同时打破开封至郑州、 郑州至许昌之间铁路400多公里。蒋介石急令裴昌会兵团东出郑州接防，原驻郑州之孙元良兵团南下，李铁军兵团驰返平汉，以救平汉之危。但裴昌会兵团被西北野战军所制难以脱身，致使孙元良兵团不能南下，只有李铁军兵团星夜赶来，疲惫不堪。陈赓司决心将整编第20师扣留于确山地区，将整3师孤军引入西平、遂平地区—举围歼。李铁军发觉不妙，即率部仓促在西遂间之祝王砦、金刚寺一带转入防御。经中央批准，粟裕统一指挥四纵协同华野三纵，于12月25日发起总攻。12月26日第五兵团主力在西平、遂平间的祝王砦、金刚寺地区被陈粟大军和陈谢兵团主力围歼，毙俘敌6000余人，除李铁军率少数逃生，其余全部被歼。整3旅旅长雷自修、20旅长谭嘉范阵亡，兵团参谋长李英才、副参谋长邹炎，整3师师长路可贞、整3旅参谋长饶亚伯、整20旅参谋长沈炳宏被俘。随后南下围攻确山整编第20师，因情况有变，协同不密而仅歼一部。确山之战后，陈、谢率部在叶县、襄城地区转入休整，开展新式整军运动。

## 备注
1. ↑  中共军队在陕南的九进八出：
  1. 1927年刘志丹领导的渭华暴动部分人员南下进入鄂陕边区
  2. 1932年11月中旬，红四方面军由鄂豫皖苏区西征到达鄂西北，经过激战红四方面军得以向北突围，经野狐岭，抢占竹林关要隘，而后进人商县以西之杨家斜。
  3. 1932年11月，夏曦、贺龙、关向应等率领红三军实施战略转移，11月底进入郧西，从漫川经郧西上津、槐树、庙川、东川入陕。12月1日，红三军由郧西东川进入陕西镇安县。
  4. 1933年5月，刘志丹率红二十六军南下商洛、鄂陕边区
  5. 1934年11月16日，鄂豫皖省委率红二十五军由鄂豫皖革命根据地西征北上，长驱1800余里于12月初到达鄂陕边区，创建了鄂豫陕根据地。1935年7月红二十五军主力离开郧西北上，留下红七十四师坚持鄂豫陕革命根据地的斗争，1937年，红七十四师奉命北上撤离鄂豫陕革命根据地。红二十五军及红七十四师在鄂豫陕革命根据地斗争达两年零八个月。
  6. 西安事变后，1937年1月10日红十五军团由陕西咸阳出发，向陕东南鄂陕边区挺进，制止亲日派的军事进攻，促成西安事变和平解决。1月22日，坚持鄂豫陕边区游击战争的红七十四师与红十五军团会合，会合后的部队统一归红十五军团指挥。1937年3月初从鄂陕边区北返关中。
  7. 1945年10月，中共关中地委派巩德芳返回商洛创建“隐蔽根据地”，策应陕北根据地。1946年6月，在商县成立了以巩德芳为指挥的陕南游击队指挥部，进行游击战争。
  8. 1946年7月，中原突围部队到达鄂陕边区，8月初北路突围部队先后在郧西、三官洞、八道河、瓜子岭、蒿坪河、马家坪及郧西西部大小新川、泗峡口、一二三天门等地建立了革命政权，打退了敌一三五旅、六十四旅等部队及地方保安团队的多次围攻。中原部队在鄂陕边一度建立了五个军分区和行政专署以及20多个县级政权。1947年3月，中原突围部队奉命北上渡黄河进抵山西晋城休整。